# Vyškov
Vyškov (tjekkisk udtale: [ˈvɪʃkof] ; tysk: Wischau) er en by i regionen Sydmæhren i Tjekkiet med omkring 20.000 indbyggere. Den historiske bymidte er velbevaret og er beskyttet ved lov som en urban monumentzone.
Vyškov består af bydelene og landsbyerne Vyškov-Město, Vyškov-Předměstí, Brňany, Dědice, Hamiltony, Křečkovice, Lhota, Nosálovice, Nouzka, Opatovice, Pařezovice, Pazderna og Rychtářov.

## Geografi
Vyškov ligger omkring 25 km øst for Brno. Det ligger hovedsageligt i landskabet Vyškov-porten. Den nordvestlige del af kommunens område strækker sig ind i Drahany-højlandet og omfatter det højeste punkt i Vyškov, Kuchlov-bakken der er 475 meter over havets overflade. Haná-floden, dannet af sammenløbet af Velká Haná og Malá Haná-floderne i Dědice, løber gennem byen.
Opatovice reservoiret blev bygget på Malá Haná i 1972. Det tjener primært til vandforsyning.

## Historie
Den første skriftlige omtale af Vyškov er fra 1141, i et skøde af biskop Jindřich Zdík. Den lå ved krydset mellem handelsruter fra Brno til Olomouc og Kroměříž. I første halvdel af det 13. århundrede blev den erhvervet af Olomoucs biskopper, som ejede den i mere end 600 år. I midten af det 13. århundrede blev fik Vyškov byrettigheder.
Vyškov blev befæstet i midten af det 14. århundrede, og stenmurene blev bygget i det 15. århundrede. Under husitterkrigene blev byen erobret og hærget af hussitterne. Byen blev restaureret under biskop Tas af Černá Horas styre, i anden halvdel af det 15. århundrede. I det 16. og det tidlige 17. århundrede trivedes Vyškov, og håndværket udviklede sig.
Vyškov blev alvorligt beskadiget af Trediveårskrigen. Byen blev to gange erobret af de svenske tropper og i 1643 blev den fuldstændig plyndret. Kun omkring en tredjedel af bygninger og beboere overlevede. Vyškov kom sig igen og opnåede den største udvikling under Karl 2. von Liechtenstein-Kastelkorns styre i slutningen af det 17. århundrede. Han havde ombygget og udvidet det lokale slot og slotshaven. I den tid fik Vyškov tilnavnet "Mæhrisk Versailles".
I 1753 blev byen og slottet brændt ned af en stor brand. Slottet nåede aldrig sin tidligere herlighed igen, selvom det var mødested for kejserne Alexander 1. af Rusland og Frans 2. før slaget ved Austerlitz i 1805. Efter Napoleonskrigene udvidede byen sig, og fæstningsværkerne blev delvist revet ned.
Vyškov var under 2. verdenskrig en af landets mest berørte byer. Den blev befriet fra tysk kontrol den 30. april 1945, men den tyske hær trak sig blot tilbage til bakkerne omkring byen og bombede den næsten uafbrudt, indtil sejren blev erklæret den 9. maj.
En jødisk familie i byen blev først dokumenteret i begyndelsen af det 14. århundrede, men gennem historien er jøder blevet fordrevet fra byen flere gange, og en kontinuerlig bosættelse opstod først i midten af det 19. århundrede. Det jødiske samfund blev etableret i 1891, men efter at det ophørte med at eksistere under Holocaust under Anden Verdenskrig, blev det ikke genoprettet.

## Seværdigheder
Vyškov-slottet var oprindeligt et gotisk slot, ombygget til den nuværende form i 1665-1682. I dag huser det egnsmuseet. Museet er kendt for sin omfattende samling folkekeramik, som blev produceret i Vyškov fra begyndelsen af det 18. århundrede og frem til 1945. Til slottet hører en slotshave. Havens arkitektoniske vartegn er loggiaen fra 1673.
I Vyškovs historiske centrum ligger den trekantede Masarykovo- plads opkaldt efter den tidligere leder Tomáš Masaryk. Dens vartegn er renæssancens rådhus, bygget i 1569. Den har stukudsmykning fra 1700-tallet. Midt på pladsen findes en Mariasøjle, et springvand og en brønd. Mariasøjlen stammer fra 1719. Den barokke springvand blev skabt i det 18. århundrede og har motiv af Ganymedes på en ørn. Brønden er fra 1839.
Det historiske centrum blev afgrænset af bymurene, hvis rester stadig er bevaret den dag i dag. Byportene blev revet ned. 